# Upsilon Andromedae c
Upsilon Andromedae c (en abrégé υ And c), aussi nommée Samh, est une exoplanète située à 44 années-lumière (13,5 pc) du Soleil, dans la constellation d'Andromède, une dizaine de degrés à l'est de la galaxie d'Andromède. C'est, par demi-grand axe croissant, la deuxième planète orbitant autour d'upsilon Andromedae A, une étoile de la séquence principale de type spectral F8V, d'environ 1,3 masse solaire et 3,3 milliards d'années, donc semblable au Soleil mais plus jeune, plus massive et plus lumineuse.
υ And c aurait une inclinaison de l'ordre de 7,9°, ce qui a permis d'évaluer sa masse à environ 14 masses joviennes, ce qui est très légèrement supérieur à la limite de 13 masses joviennes traditionnellement retenue pour délimiter les planètes géantes gazeuses des étoiles naines brunes. Elle boucle son orbite en un peu moins de huit mois à environ 0,83 UA autour de l'étoile υ And A, mais avec une excentricité orbitale très élevée l'amenant entre 0,61 et 1,05 UA de son étoile. L'origine de cette excentricité n'est pas connue, mais une hypothèse la ferait découler d'interactions gravitationnelles avec upsilon Andromedae d, dont l'orbite est également très excentrique ; υ And c retrouverait ainsi périodiquement une orbite quasi circulaire, environ tous les 6 700 ans. Les orbites d'υ And c et d'υ And d seraient inclinées l'une par rapport à l'autre d'environ 29,9°.

## Désignation
Upsilon Andromedae c a été sélectionnée par l'Union astronomique internationale (IAU) pour la procédure NameExoWorlds, consultation publique préalable au choix de la désignation définitive de 305 exoplanètes découvertes avant le 31 décembre 2008 et réparties entre 260 systèmes planétaires hébergeant d'une à cinq planètes. La procédure, qui a débuté en juillet 2014, s'achèvera en août 2015, par l'annonce des résultats, lors d'une cérémonie publique, dans le cadre de la XIXe Assemblée générale de l'IAU qui se tiendra à Honolulu (Hawaï).
Le nom sélectionné est Samh.